# Miloslav
Miloslav (in cirillico: Милослав) è un nome proprio di persona ceco, slovacco e russo maschile.

## Varianti
- Ceco
  - Ipocoristici: Miloš[1], Milan[1]
  - Femminili: Miloslava[1]
- Slovacco
  - Ipocoristici: Miloš[1]
- Russo
  - Ipocoristici: Милан (Milan)[1]
  - Femminili: Милослава (Miloslava)[1]

### Varianti in altre lingue
- Polacco: Miłosław[1]

## Origine e diffusione
È composto dai termini slavi mil ("caro", "grazioso") e slav ("gloria"). Entrambi sono elementi comuni nell'onomastica slava: il primo si ritrova anche in Ludmila, Bogumił, Jarmil, Miłogost e Milorad, il secondo è presente anche nei nomi Boleslao, Czesław, Jarosław, Ladislao, Radosław, Sławomir, Stanislao e molti altri.

## Onomastico
È un nome adespota, ovvero privo di santo patrono. L'onomastico può essere festeggiato il 1º novembre per la ricorrenza di Ognissanti.

## Persone
- Miloslav Hořava, allenatore di hockey su ghiaccio e hockeista su ghiaccio ceco
- Miloslav Jeník, calciatore ceco
- Miloslav Mečíř, tennista cecoslovacco
- Miloslav Penner, calciatore ceco
- Miloslav Schmidt, attivista, attore ed editore slovacco
- Miloslav Sochor, sciatore alpino ceco
- Miloslav Vlk, cardinale e arcivescovo cattolico ceco

### Variante femminile Miloslava
- Miloslava Rezková, atleta cecoslovacca
- Miloslava Svobodová, cestista ceca